# Вайнберг, Эрик
Эрик Вайнберг (англ. Eric Weinberg; род. XX век) — американский телевизионный продюсер и сценарист, наиболее известный по работе над телесериалом «Клиника». Вайнберг причастен к выпуску более 100 эпизодов «Клиники» с 2002 года. Как сценарист пять раз номинировался на «Эмми» в составе коллектива авторов за сериалы «Клиника» и «Неполиткорректно».

## Биография
Вайнберг является выпускником Школы Уортона Университета Пенсильвании. После учёбы он работал в сфере финансов в инвестиционном банке Oppenheimer Holdings. В середине 1990-х он впервые появился в титрах.
Вайнберг занимал должность совместного со-исполнительного продюсера в сериале «Клиника» более чем сто серий с 2002 года и участвовал в роли продюсера-супервайзера и сценариста ещё в двадцати сериях с момента дебюта шоу в 2001 году. Он был сценаристом и исполнительным продюсером телевизионного фильма 2005 года Confessions of a Dog. Он также продюсировал и писал эпизоды для сериалов «Грейвс», «Калифорникейшн» и «Салон Вероники». Он продюсировал сериал для MTV «Долина смерти». Как сценарист он также работал над сериалами «Американский папаша!», «Уилфред», Party Girl, «Неполиткорректно», Too Something и «Управление гневом». После 2016 года его карьера фактически завершилась. The Hollywood Reporter связывали это с тем, что его «перестали рекомендовать».
Он был номинирован пять раз на Прайм-таймовую премию «Эмми»: дважды за работу над «Клиникой» и трижды за «Прайм-таймовая премия «Эмми»», который также был номинирован на Премию Гильдии сценаристов США.
14 июля 2022 года Вайнберг был арестован полицейским департаментом Лос-Анджелеса по 20 обвинениям в сексуальном насилии, в том числе изнасиловании, в период между 2012 и 2019 годами. Его отпустили под залог в размере 3,225 млн долларов.

## Фильмография
| Год       |    | Русское название     | Оригинальное название    | Роль                                                     |
| --------- | -- | -------------------- | ------------------------ | -------------------------------------------------------- |
| 1994—2002 | с  | Неполиткорректно     | Politically Incorrect    | сценарист                                                |
| 1995      | с  |                      | Too Something            | сценарист                                                |
| 1996      | с  |                      | Party Girl               | сценарист                                                |
| 1997—2000 | с  | Салон Вероники       | Veronica's Closet        | сопродюсер сценарист                                     |
| 2001—2007 | с  | Клиника              | Scrubs                   | сценарист исполнительный сопродюсер продюсер-супервайзер |
| 2005      | тф |                      | Confessions of a Dog     | сценарист, исполнительный продюсер                       |
| 2007      | с  | Californication      | Californication          | сценарист исполнительный сопродюсер                      |
| 2010      | мс | Американский папаша! | American Dad!            | сценарист                                                |
| 2011      | с  | В 35 — на пенсию     | Retired at 35            | сценарист продюсер-консультант                           |
| 2011      | с  | Уилфред              | Wilfred                  | сценарист                                                |
| 2011      | с  | Долина смерти        | Death Valley             | сценарист исполнительный продюсер                        |
| 2011      | с  |                      | Zombies and Cheerleaders | исполнительный продюсер                                  |
| 2012      | с  | Мужики за работой    | Men at Work              | сценарист исполнительный сопродюсер                      |
| 2013—2015 | с  | Управление гневом    | Anger Management         | сценарист                                                |
| 2016      | с  | Грейвс               | Graves                   | сценарист                                                |

## Награды и номинации
| Премия      | Год  | Фильм            | Категория                                         | Итог      |
| ----------- | ---- | ---------------- | ------------------------------------------------- | --------- |
| «Эмми»      | 1995 | Неполиткорректно | Выдающиеся личные достижения в написании сценария | Номинация |
| «Эмми»      | 1996 | Неполиткорректно | Выдающиеся личные достижения в написании сценария | Номинация |
| «Эмми»      | 1997 | Неполиткорректно | Лучший сценарий                                   | Номинация |
| «Эмми»      | 2005 | Клиника          | Выдающийся комедийный сериал                      | Номинация |
| «Эмми»      | 2006 | Клиника          | Выдающийся комедийный сериал                      | Номинация |
| «WGA Award» | 2002 | Неполиткорректно | Лучший сценарий в комедийном телесериале          | Номинация |